# Reinhard Alber
Reinhard Alber, född den 6 februari 1964 i Singen, Tyskland, är en västtysk tävlingscyklist som tog OS-brons i lagförföljelsen vid olympiska sommarspelen 1984 i Los Angeles. 